# リアル・スティール
『リアル・スティール』（原題: Real Steel、チラシ・前売券・プログラム等の日本語ロゴは「リアル」と「スティール」の2段書きで「・」なし）は、ショーン・レヴィ監督、ヒュー・ジャックマン主演による2011年のアメリカ合衆国のSFアクション映画である。リチャード・マシスンの短編小説「四角い墓場」（原題: Steel）を原作としている。

## ストーリー
2020年。人間のボクシングに代わり、より暴力的な「ロボット格闘技」が人気を博していた。人間のボクシングが廃れたことで、将来を有望視されていたプロボクサーのチャーリー・ケントンも、今では中古の「プレイヤーボット」として知られるロボットを使ってプロモーターとして生計を立てていた。
ある日、昔捨てた妻が亡くなったという連絡が入る。残された息子のマックスの養育権について、妻の姉であるデブラとマーヴィン夫妻と話し合いをすることとなるが、夫妻が金持ちであることに気づいたチャーリーは、借金を返すためにマーヴィンに10万ドルで息子を渡すと持ちかける。マーヴィンは「旅行に行く3ヶ月の間、マックスを預かってもらう」という条件付きで承諾した。
しばらくして、チャーリーのもとにマックスがやってくる。前金の5万ドルを手にしたチャーリーは以前破壊された「アンブッシュ」の代わりに、中古の「ノイジーボーイ」を購入。マックスはチャーリーの幼なじみであるベイリーの元に居候することになる。金で売られたことに気づいたマックスはチャーリーを嫌っていたが、ロボットとゲーム好きな彼は無理やり試合についていく。「ミダス」との試合は最初は優勢だったが、結局負けてしまい、ノイジーボーイもスクラップになってしまう。
またもロボットを失ったチャーリーは、スクラップ置き場に忍び込み金になりそうな物を捜す。途中マックスは泥に埋もれたロボットを発見し持ち帰る。そのロボット「アトム」は一世代前のロボットで、動きを真似するシャドー機能が付いた練習用だった。チャーリーは試合には使えないと判断するが、マックスは場末の試合に出場を決めた。
初めての試合に苦戦を強いられるマックスとアトムだったが、チャーリーの的確な指示によって初勝利を収める。チャーリーがプロボクサーであることを知ったマックスはシャドー機能を使ってチャーリーの動きをアトムに学習させることを思いつく。同じく、チャーリーもアトムがマックスのダンスを真似ているのを見て、試合前のパフォーマンスに使えると思いついた。
すると、アトムの試合前のダンスや、人間のようなテクニカルな戦い方が評判を呼び、次々と試合のオファーが舞い込み、WRB興行主の目に止まり、大舞台での試合が実現。そして強敵「ニューヨークとロサンゼルス・ツインシティーズ」を倒したマックスは、天才プログラマーのマシドが設計したロシアの現チャンピオン「ゼウス」に挑戦状を突きつける。
ところがその帰り道、以前チャーリーが借金を踏み倒したリッキーが現れ、袋叩きにされた挙句賞金を奪われてしまう。マックスを大事に思うようになっていたチャーリーは、残りの5万ドルの受け取りも拒否し、マックスの身の安全のため夫妻の元へと帰した。しかし、ベイリーに励まされたチャーリーは、デブラに頼みマックスと共に試合に出場する。
そして遂に試合が始まるが、力の差は圧倒的で常にゼウスの優勢で進み、アトムは幾度も倒され、遂には音声入力機能が故障し動けなくなってしまう。最後の手段として、シャドー機能を使ってチャーリーが直接動かして戦いに挑む。猛攻に転じたアトムはファイナルラウンドまで戦い抜いた。
結果、試合は僅差でゼウスの勝利となったが、誰もがアトムの戦いぶりを称えた。かつてボクサーとしての道を閉ざされたチャーリーは、アトムを通してボクサーとしての栄光と、マックスとの家族の絆を手に入れたのだった。

## キャスト
※括弧内は日本語吹き替え
- チャーリー・ケントン - ヒュー・ジャックマン（山路和弘）
- マックス・ケントン - ダコタ・ゴヨ（吉永拓斗）
- ベイリー・タレット - エヴァンジェリン・リリー（天海祐希）
- フィン - アンソニー・マッキー（堀内賢雄）
- リッキー - ケヴィン・デュランド（森田順平）
- デブラ・バーンズ - ホープ・デイヴィス（八十川真由野）
- マーヴィン・バーンズ - ジェームズ・レブホーン（糸博）
- タク・マシド - カール・ユーン（手塚秀彰）
- ファラ・レンコヴァ - オルガ・フォンダ（英語版）（木下紗華）
- キングピン - ジョン・ゲイティンズ（小森創介）

## 製作

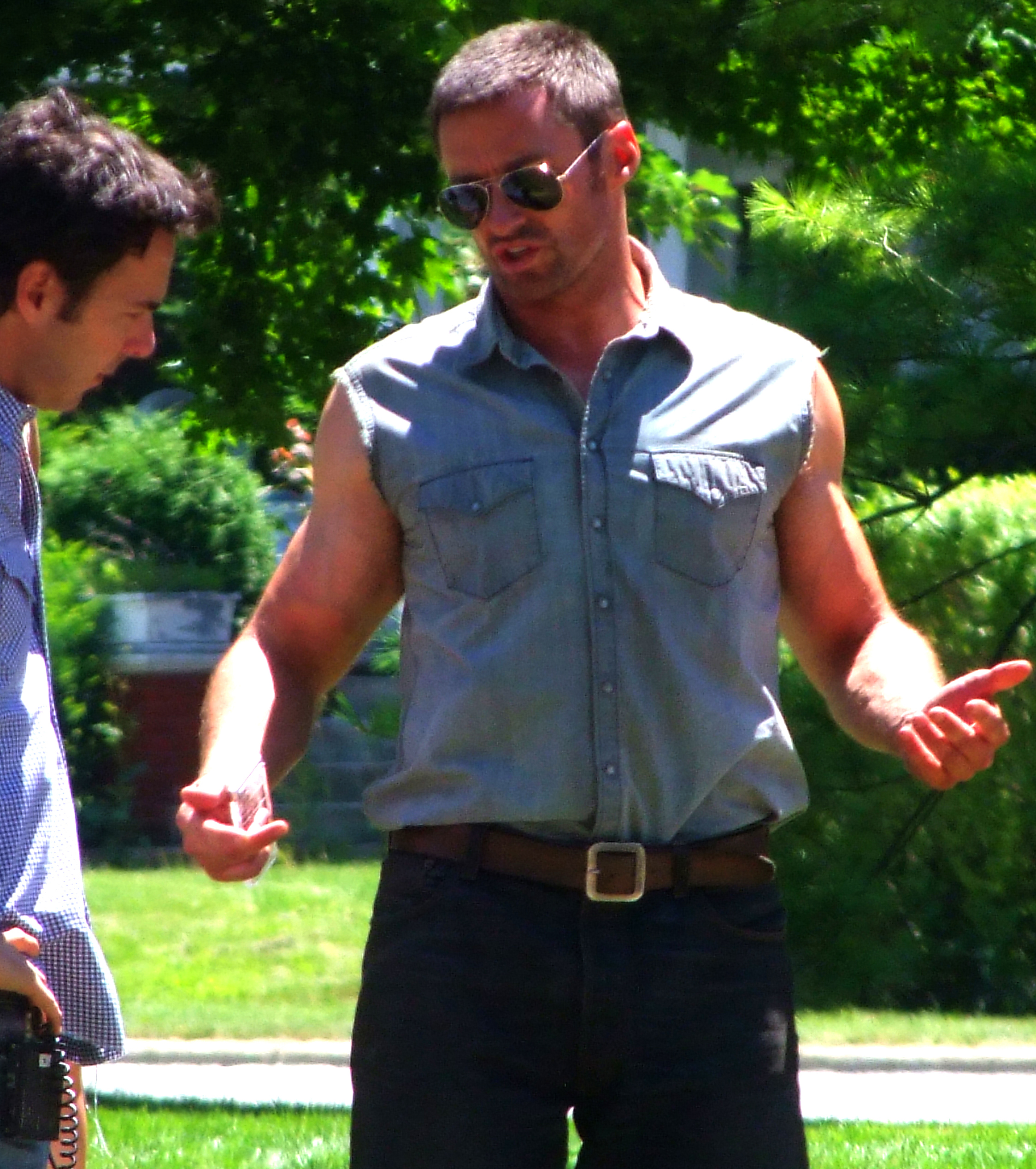
撮影中のレヴィ監督とジャックマン（2010年7月）

リチャード・マシスンが1956年に発表した短編小説『四角い墓場』を原作とし、それを基にダン・ギルロイが執筆した脚本を2005年にドリームワークスが85万ドルで購入した。製作はタッチストーン・ピクチャーズ、ドリームワークス、21ラップス・エンターテインメント、マウントフォード・マーフィ・プロダクションズが担当する。オリジナル脚本はダン・ギルロイが執筆し、2005年（別の情報源では2003年）にドリームワークスが85万ドルで購入した。本プロジェクトは2008年にパラマウント映画から分社したドリームワークスが引き継いだ17本のうちの1本である。当初、ピーター・バーグが監督する予定だったが2009年中頃にプロジェクトから外れ、9月にショーン・レヴィの参加が報じられた。11月、ヒュー・ジャックマンが900万ドルの出演料で参加が決まった。同月、ドリームワークスのスティーヴン・スピルバーグとステイシー・スナイダーがプロジェクトに青信号を出した。レス・ボームとジェレミー・レヴェンがギルロイの脚本に手を付けたが、2009年にジョン・ゲイティンズが新たなドラフトに取り掛かった。レヴィがプロジェクトに参加したとき、彼はゲイティンズに脚本を改訂させ、働いた。
本作の製作費は1億1000万ドルである。レヴィはステート・フェアと、ノスタリジアが滲み、映画の父と息子の物語のための暖かいトーンを作る「昔ながらのアメリカーナ」のある映画にすることを選んだ。撮影は2010年6月に始まり、2010年10月15日に完了した。ロケ地はミシガン州デトロイト、ルネサンス・センター、コボ・アリーナ、 デトロイト消防本部、インガム郡裁判所、旧ベルアイル動物園、ハイランドパーク・フォード・プラントである。
映画スタッフたちは人間の俳優と共に登場する19台のアニマトロニクス・ロボットを組立てた。ロボットが戦う場面のために、モーションキャプチャ技術が使用された。元ボクサーのシュガー・レイ・レナードがアドバイザーを務めた。

## マーケティング
ドリームワークスは2010年12月に予告編第1弾、2011年5月に第2弾が公開された。通常の予告編やポスターでの宣伝に加え、ドリームワークスはイギリスの宣伝会社のファイブ33に巨大なディスプレイの設置を依頼した。また、ヴァージン・アメリカともコラボレーションした。9月19日、ジャックマンは宣伝のためにスポーツ・エンターテインメント番組『WWE・ロウ』に出演した。

## 公開

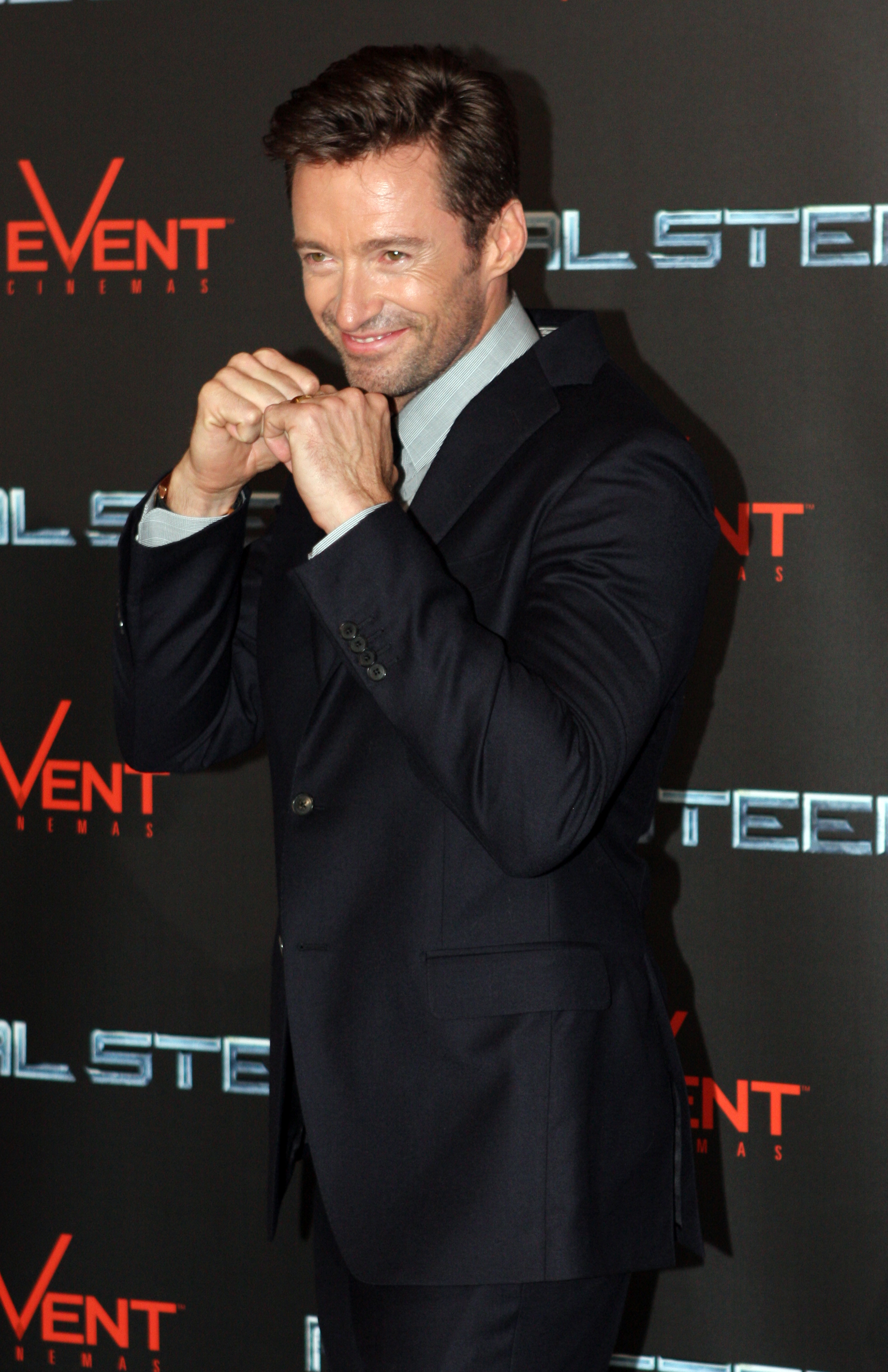
シドニー・プレミアでのジャックマン（2011年9月）

2011年9月6日にパリのLe Grand Rexでワールド・プレミアが行われた。アメリカ合衆国では2011年10月2日にロサンゼルスのギブソン・アンフィシアターでプレミア上映された。オーストラリアでは2011年10月6日、アメリカ合衆国とカナダでは翌10月7日に一般公開されていた。北米公開は当初2011年11月18日を予定していたが、『トワイライト・サーガ/ブレイキング・ドーン Part1』との競合を避けるために10月7日に変更された。アメリカ合衆国とカナダではIMAX劇場270スクリーンを含む3440館で公開された。

## 評価

### 批評家の反応
Rotten Tomatoesでは、195件のレビューで58%の支持率となり、平均値は10点満点で5.8点となった。Metacriticでは34件のレビューで100点満点中56点となった。

### 興行収入
北アメリカでは公開初日に850万ドル、初週末3日間で2730万ドルを売り上げ、初登場1位となった。また、ジャックマンの祖国のオーストラリアでは初週末に約415万ドルを売り上あげた。

## 音楽

### サウンドトラック
| 番号 | 曲名                             | アーティスト                      | 長さ |
| ---- | -------------------------------- | --------------------------------- | ---- |
| 1    | Fast Lane                        | Bad Meets Evil                    | 4:12 |
| 2    | Here's A Little Something For Ya | Beastie Boys                      | 3:09 |
| 3    | Miss The Misery                  | Foo Fighters                      | 4:32 |
| 4    | The Enforcer                     | 50 Cent                           | 3:25 |
| 5    | Make Some Noise                  | The Crystal Method feat. Yelawolf | 3:27 |
| 6    | 'Till I Collapse                 | Eminem feat. , Nate Dogg          | 4:59 |
| 7    | One Man Army                     | Prodigy, Tom Morello              | 4:15 |
| 8    | Give It A Go                     | Timbaland feat. Veronica          | 4:20 |
| 9    | The Midas Touch                  | Tom Morello                       | 3:28 |
| 10   | Why Try                          | Limp Bizkit                       | 2:53 |
| 11   | Torture                          | Rival Sons                        | 3:37 |
| 12   | All My Days                      | Alexi Murdoch                     | 4:56 |
| 13   | Kenton                           | Danny Elfman                      | 1:40 |

## 原作を収録した書籍題名同一の２つの邦訳短編集
原作を収録した邦訳短編集が、映画公開にあわせて.映画と同題名で2冊、刊行されているが、収録されている短編が異なる。
- 「リアル・スティール」ハヤカワ文庫 NV 2011/10/14
  - リチャード・マシスン (著), 尾之上浩司 (編集, 翻訳),伊藤典夫 (翻訳)
- 「リアル・スティール」角川文庫  2011/11/25
  - リチャード・マシスン (著), 小田麻紀 (翻訳)